# ラブ・ストーリーズ
『ラブ・ストーリーズ』（原題:Untogether）は2018年に公開されたアメリカ合衆国のドラマ映画である。監督はエマ・フォレスト、主演はジェマイマ・カークが務めた。本作はフォレストの映画監督デビュー作でもある。
本作は日本国内で劇場公開されなかったが、Amazonプライム・ビデオで配信されている。

## 概略
アンドレア・ムーアはティーンの頃にその才能を持て囃されたが、ヘロインに手を出したばかりに道を踏み外してしまった。最近になって、アンドレアはようやく麻薬依存を克服し、小説家になるべく日々努力していた。そんなある日、アンドレアは同業者のニックと恋に落ちた。ニックは戦時中の体験を綴った自叙伝を出版し、それがベストセラーとなった。一挙に金と名声を手にしたニックだったが、そんな彼にも人には言えない悩みがあったのである。
その頃、アンドレアの妹、タラは恋人のマーティンがいるにも拘らず、親子ほども年の離れたカリスマ宗教家のデヴィッドに熱を上げていた。

## キャスト
- アンドレア・ムーア：ジェマイマ・カーク
- タラ・ムーア：ローラ・カーク
- ニック：ジェイミー・ドーナン
- マーティン：ベン・メンデルソーン
- デヴィッド：ビリー・クリスタル
- アイリーン：アリス・イヴ
- ジョシー：ジェニファー・グレイ
- エリス：スコット・カーン

## 製作
2016年9月7日、ジェマイマ・カークとジェイミー・ドーナン、ローラ・カーク、ベン・メンデルソーンの起用が発表された。11月、ビリー・クリスタルとジェニファー・グレイの出演が決まった。2017年6月19日、ロビン・フォスターが本作で使用される楽曲を手がけるとの報道があった。2019年2月8日、フィルムトラックスが本作のサウンドトラックを発売した。

## 公開・マーケティング
2018年4月23日、本作はトライベッカ映画祭でプレミア上映された。12月3日、フリースタイル・デジタル・メディアが本作の全米配給権を獲得したと報じられた。2019年1月11日、本作のオフィシャル・トレイラーが公開された。

## 評価
本作に対する批評家の評価は平凡なものに留まっている。映画批評集積サイトのRotten Tomatoesには24件のレビューがあり、批評家支持率は38%、平均点は10点満点で5.2点となっている。また、Metacriticには9件のレビューがあり、加重平均値は46/100となっている。